# Selenia juliaria
Selenia juliaria là một loài bướm đêm trong họ Geometridae.